# Obergiesing-Fasangarten

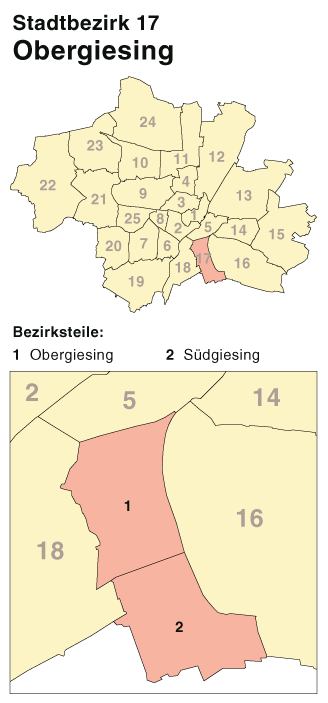
Gliederung des Stadtbezirks

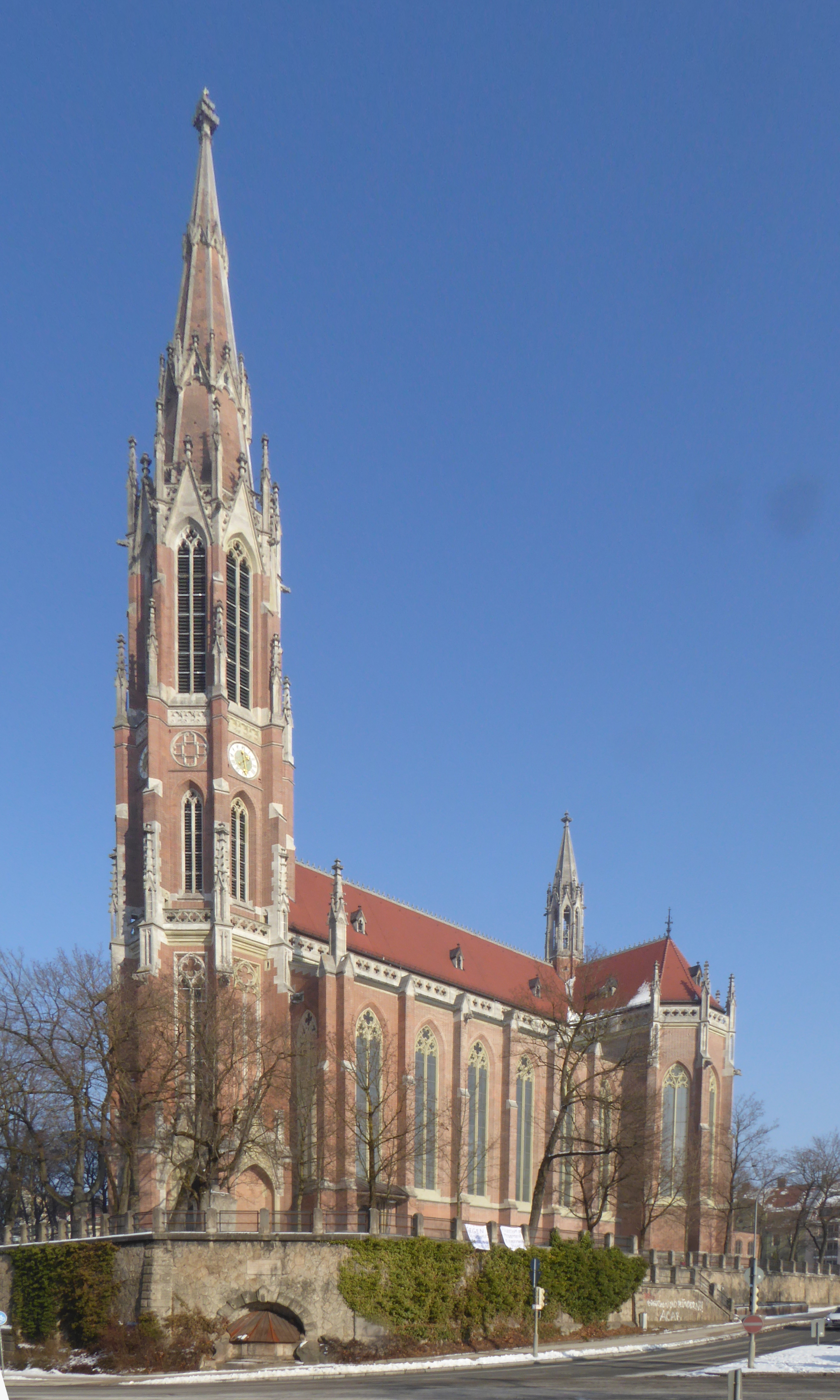
Heilig-Kreuz-Kirche

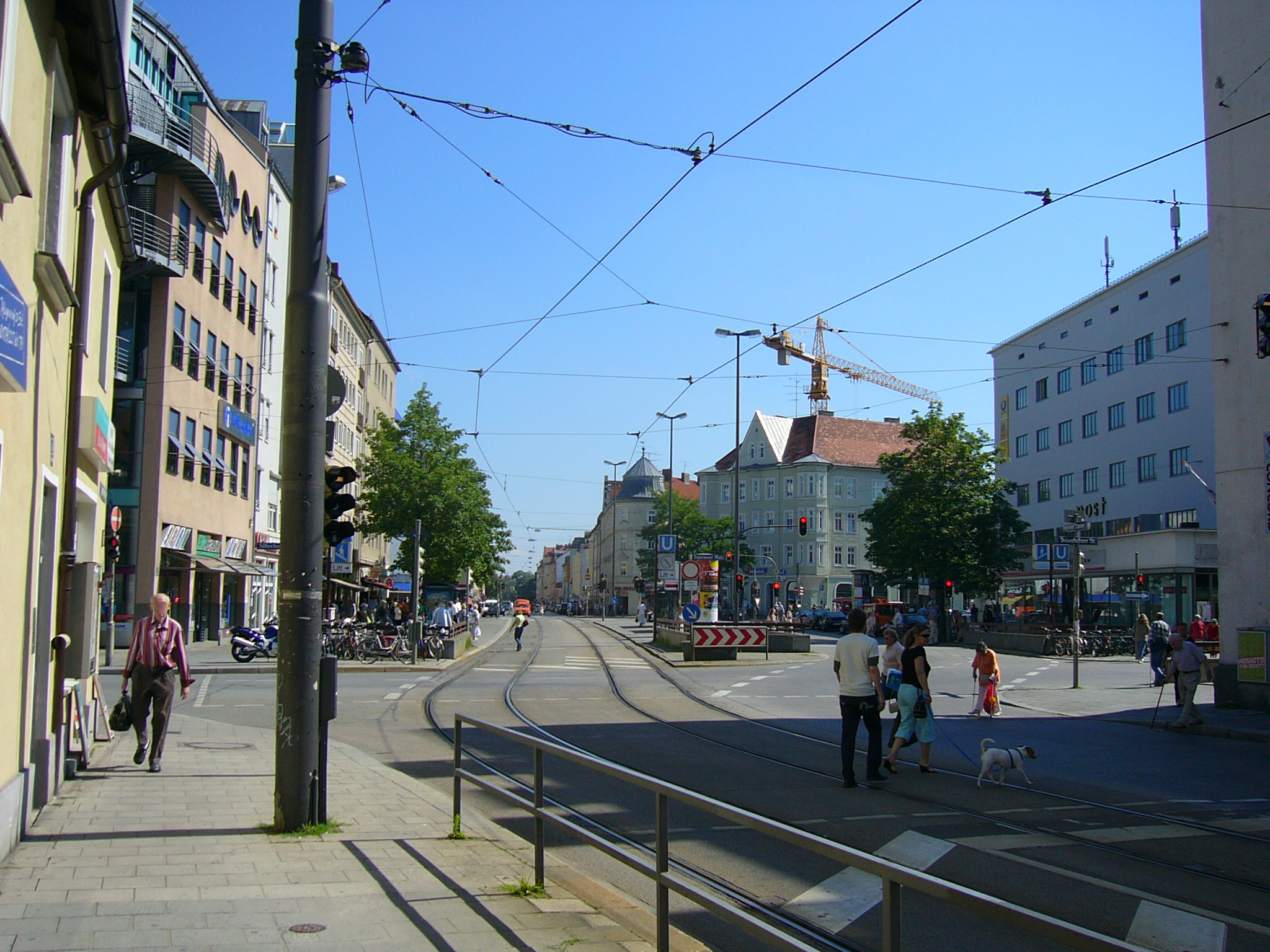
Der Tegernseer Platz (mit Blick nach Nordosten. Rechts das Postamt von Robert Vorhoelzer, erbaut 1928–1929)

Obergiesing-Fasangarten ist der Stadtbezirk 17 der bayerischen Landeshauptstadt München.
Zusammen mit dem Stadtbezirk Untergiesing-Harlaching umfasst er ungefähr die historische Gemeinde Giesing und die Siedlung Fasangarten auf ehemals Perlacher Gemarkung.

## Lage
Obergiesing liegt oberhalb der Hanglinie der Isar auf der östlichen Isarhochterrasse. Der heutige Stadtbezirk 17 Obergiesing-Fasangarten erstreckt sich als schmaler Streifen zwischen dem Südostabschnitt des Mittleren Ringes und der S-Bahn-Linie nach Kreuzstraße, umfasst in Alt-Giesing Teile des Innenstadtrandes und reicht bis zum südöstlichen Stadtrand mit dem Fasangarten und der ehemaligen Amerikanischen Siedlung.
Der Stadtbezirk 17 grenzt (im Uhrzeigersinn) an die Bezirke Untergiesing-Harlaching im Westen, Au-Haidhausen im Norden und Ramersdorf-Perlach im Osten, an die Gemeinden Neubiberg und Unterhaching im Süden sowie an das gemeindefreie Gebiet Perlacher Forst im Südwesten.

## Geschichte
Der Stadtbezirk Obergiesing entstand 1936 durch Aufteilung des 1854 eingemeindeten Stadtteils Giesing auf die Stadtbezirke Obergiesing und Untergiesing-Harlaching.
1890/1910 erlebte Obergiesing seine erste große Ausbauphase. An der Tegernseer Landstraße und ihren Seitenstraßen entstehen Großstadtwohnhäuser im Stil des Historismus. Die Erschaffung neuen Wohnraums ging mit kulturellen Neubauten einher, wie Schulen und Kirchen. Die nächste Bauphase 1928/1939 wird von gemeinnützigen Wohnungsbaugesellschaften gestaltet. In Obergiesing waren dafür viergeschossige Bauten prägend, die sich um große Innenhöfe anordnen. Diese findet man heute noch beispielsweise zwischen Tegernseer Landstraße und Giesinger Bahnhof. Aus der Not der Arbeitslosigkeit heraus entstand 1923/1933 die „Reichskleinsiedlung am Perlacher Forst“, gelegen an der Holtzendorffstraße. Die Arbeitslosenquote lag bei etwa 73 %. Die zukünftigen Bewohner mussten beim Bau der Häuser mitwirken. Die Häuser verfügten über große Gärten, für Kleintierhaltung und Nutzgärten.
Während die anliegenden Stadtteile durch den Zweiten Weltkrieg Einbußen in der Bevölkerungsanzahl verzeichneten, gingen in Obergiesing die Zahlen nach oben; ein Scheingewinn durch die Überbelegung von Wohnraum in der Notzeit. Mit Beginn der Nachkriegszeit setzte durch den Wiederaufbau kriegszerstörter Wohnhäuser und Erschließung von Baulandreserven eine rege Neubautätigkeit ein, rund drei Viertel des Wohnungsbestands wurden nach 1948 erbaut. Diese nächste Bauphase lief circa von 1950 bis 1965. Es galt die Wohnungsnot, hervorgerufen durch Ausbombungen, Flüchtlinge und Arbeitssuchende, zu bekämpfen. Hauptträger der Baumaßnahmen war die Neue Heimat. So entstand 1953/1958 zwischen Giesinger Bahnhof und Stadelheim eine Wohnanlage mit 71 Häusern, Kindergarten, Schule, Bücherei, Gastronomie usw. 1945 übernahmen die amerikanischen Besatzungskräfte die vorherige Reichszeugmeisterei an der Tegernseer Landstraße als Hauptkaserne. Im Areal Weißensee-, Chiemgau- und Stettnerstraße entstanden zudem 22 Wohnblöcke für amerikanische Armeeangehörige.
Nur noch in Alt-Giesing, vornehmlich um die 1886 an der Isarhangkante am Giesinger Berg erbaute neugotische Hallenkirche Heilig Kreuz haben sich einzelne historische Vorstadtensembles erhalten. 1937 wurde von der Pfarrei Heilig Kreuz ein neuer Kuratiesprengel abgetrennt, der seit 1941 eine selbständige Pfarrei bildet; die zugehörige Pfarrkirche Maria Königin des Friedens ist ein Werk von Robert Vorhoelzer, der in München ansonsten durch seine Postbauten bekannt geworden ist. Abgesehen vom Ostfriedhof, dem Friedhof am Perlacher Forst und dem Weißenseepark verfügt Obergiesing kaum über nennenswerte Grünflächen. Zwischen der Perlacher Straße und der Tegernseer Landstraße konzentrierten sich Industrie- und Gewerbeflächen. Nach dem Abriss des Geländes der AGFA-Fabrik ist dieser Teil Obergiesings aber überwiegend mit Wohnungen bebaut worden.
Die städtebauliche Struktur ist in Obergiesing sehr heterogen. Einfamilienhaus- und Kleinsiedlungsviertel wechseln mit Gebieten aufgelockerten Geschosswohnungsbaus und verdichteter Blockbebauung. Inzwischen hat der Dienstleistungssektor das produzierende Gewerbe in der Zahl der Arbeitsplätze überholt. Wie in anderen ehemaligen Arbeiter- und Handwerkervierteln hat sich auch in Obergiesing die Sozialstruktur mittlerweile ausgeglichen, doch sorgt ein relativ günstiges Mietniveau dafür, dass der Wohnraum in Obergiesing auch für einkommensschwächere Bevölkerungsgruppen und Familien mit Kindern noch bezahlbar ist. Der Ausländeranteil liegt daher im oberen Bereich der Münchner Bezirke. Der Vorgang der Gentrifizierung und Wohnraumverdichtung hält an.

### Fasangarten
Heute gehört zum Stadtbezirk Obergiesing auch die in den 1920er-Jahren entstandene Siedlung Fasangarten, die 1937 als Bestandteil der Gemeinde Perlach nach München eingemeindet worden war. Der Fasangarten, der vor der Eingemeindung nie zu Giesing gehörte, hat einen eigenständigen, überwiegend von Einfamilienhäusern geprägten Charakter. Um dem Rechnung zu tragen, wurde Ende 2009 der offizielle Name des Stadtbezirks in Obergiesing-Fasangarten geändert. Die Siedlung am Perlacher Forst, auch als „Ami-Siedlung“ bekannt, ist integraler Bestandteil des Fasangartens.

## Politik
- SPD: 6
- Grüne: 11
- FW: 1
- FDP: 1
- CSU: 5
- AfD: 1

Der Bezirksausschuss von Obergiesing-Fasangarten wurde zuletzt am 15. März 2020 gewählt. Die Sitzverteilung lautet wie folgt: Grüne 11, SPD 6, CSU 5, FW 1, FDP 1 und AfD 1. Von den 38.487 stimmberechtigten Einwohnern in Obergiesing-Fasangarten haben 17.910 von ihrem Wahlrecht Gebrauch gemacht, womit die Wahlbeteiligung bei 46,5 Prozent lag.

## Statistik

### Einwohnerentwicklung
Einwohner mit Hauptwohnsitz, Stand jeweils am 31. Dezember
| Jahr | Einwohner | davon Ausländer | Einwohner je km² |
| ---- | --------- | --------------- | ---------------- |
| 2000 | 43.974    | 12.035 (27,4 %) | 7.696            |
| 2001 | 44.143    | 11.981 (27,1 %) | 7.725            |
| 2002 | 44.616    | 12.035 (27,0 %) | 7.808            |
| 2003 | 44.761    | 12.478 (27,9 %) | 7.838            |
| 2004 | 44.473    | 12.197 (27,4 %) | 7.786            |
| 2005 | 45.132    | 12.339 (27,3 %) | 7.901            |
| 2006 | 47.007    | 12.914 (27,5 %) | 8.224            |
| 2007 | 47.791    | 13.153 (27,5 %) | 8.362            |
| 2008 | 48.282    | 13.394 (27,7 %) | 8.445            |
| 2009 | 48.425    | 13.407 (27,7 %) | 8.481            |
| 2010 | 49.030    | 13.665 (27,9 %) | 8.577            |
| 2011 | 50.656    | 14.509 (28,6 %) | 8.855            |
| 2012 | 51.183    | 14.909 (29,1 %) | 8.948            |
| 2013 | 51.499    | 15.047 (29,2 %) | 9.003            |
| 2014 | 52.743    | 15.858 (30,1 %) | 9.220            |
| 2015 | 54.402    | 16.823 (30,9 %) | 9.510            |
| 2016 | 54.784    | 17.272 (31,5 %) | 9.594            |
| 2017 | 53.937    | 16.617 (30,8 %) | 9.429            |
| 2018 | 54.256    | 16.856 (31,1 %) | 9.485            |
| 2019 | 54.498    | 17.053 (31,3 %) | 9.527            |
| 2020 | 53.897    | 16.805 (31,2 %) | 9.421            |
| 2021 | 53.483    | 16.705 (31,2 %) | 9.349            |
| 2022 | 53.964    | 17.602 (32,6 %) | 9.433            |
| 2023 | 53.795    | 17.329 (32,2 %) | 9.403            |
| 2024 | 54.352    | 17.844 (32,8 %) | 9.501            |

Quelle mit weiteren Daten

## Sport
- SC München von 1906 – Kraftsportverein, von 1927 bis 2008 auch mit einer eigenen Fußball-Abteilung
- DJK Fasangarten – Breitensport-Verein im DJK-Sportverband

## Verschiedenes

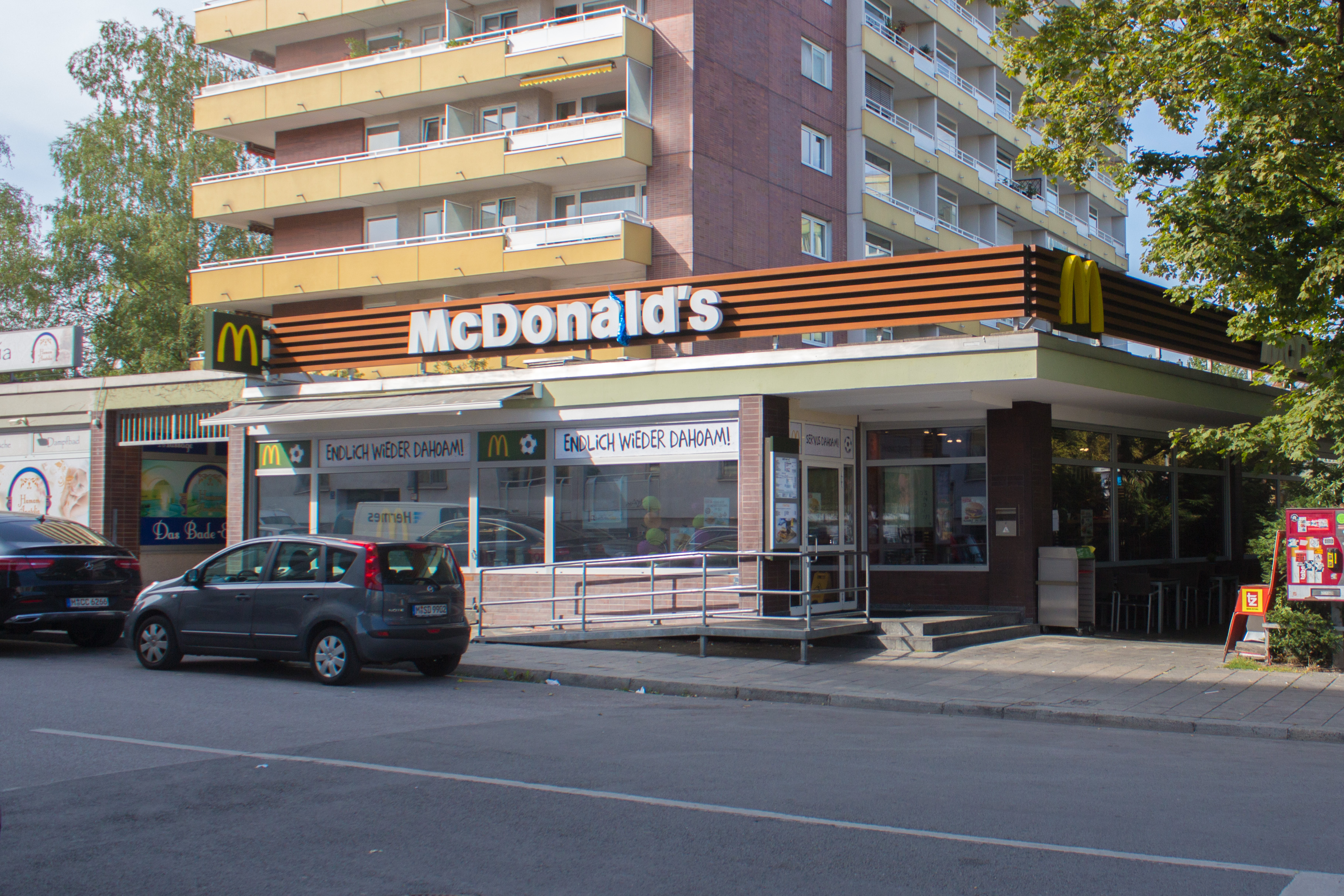
Erstes deutsches McDonald’s-Restaurant (Foto von 2017)

- Im Ortsteil Stadelheim liegt die Justizvollzugsanstalt München, die oft einfach kurz Stadelheim genannt wird.
- Hans und Sophie Scholl, sowie Christoph Probst, Widerstandskämpfer der Weißen Rose, wurden in der Strafanstalt München-Stadelheim hingerichtet und liegen auf dem angrenzenden Friedhof am Perlacher Forst begraben, ebenso viele Widerstandskämpfer wie Walter Klingenbeck und Hermann Frieb.
- Das erste McDonald’s-Restaurant Deutschlands wurde am 4. Dezember 1971 in Giesing in der Martin-Luther-Straße 26 eröffnet und erfreute sich schnell nicht nur bei den damals noch in der Nähe stationierten US-Besatzungstruppen (McGraw-Kaserne) großer Beliebtheit.
- Franz Beckenbauer wuchs in der Zugspitzstraße 6 auf und hat auf dem Hartplatz des SC München von 1906 das Fußballspielen erlernt. Beerdigt wurde er auf dem Friedhof am Perlacher Forst.
- Max Greger, weltbekannter Jazz-Musiker, wurde hier geboren.
- Das einst markante AGFA-Hochhaus wurde am 17. Februar 2008 gesprengt.[10] In den folgenden Jahren entstand auf diesem ehemaligen AGFA-Gelände ein großes Neubau- und Gewerbegebiet.
- Rex Gildo, Schlagermusiker, und Rudolph Moshammer, Modeschöpfer, sind auf dem Ostfriedhof bestattet worden.
- Direkt hinter der Grenze zum Stadtteil Au liegt der Nockherberg, der durch den Paulaner-Biergarten und das dort stattfindenden Derblecken überregionale Bekanntheit genießt.

## Verkehr

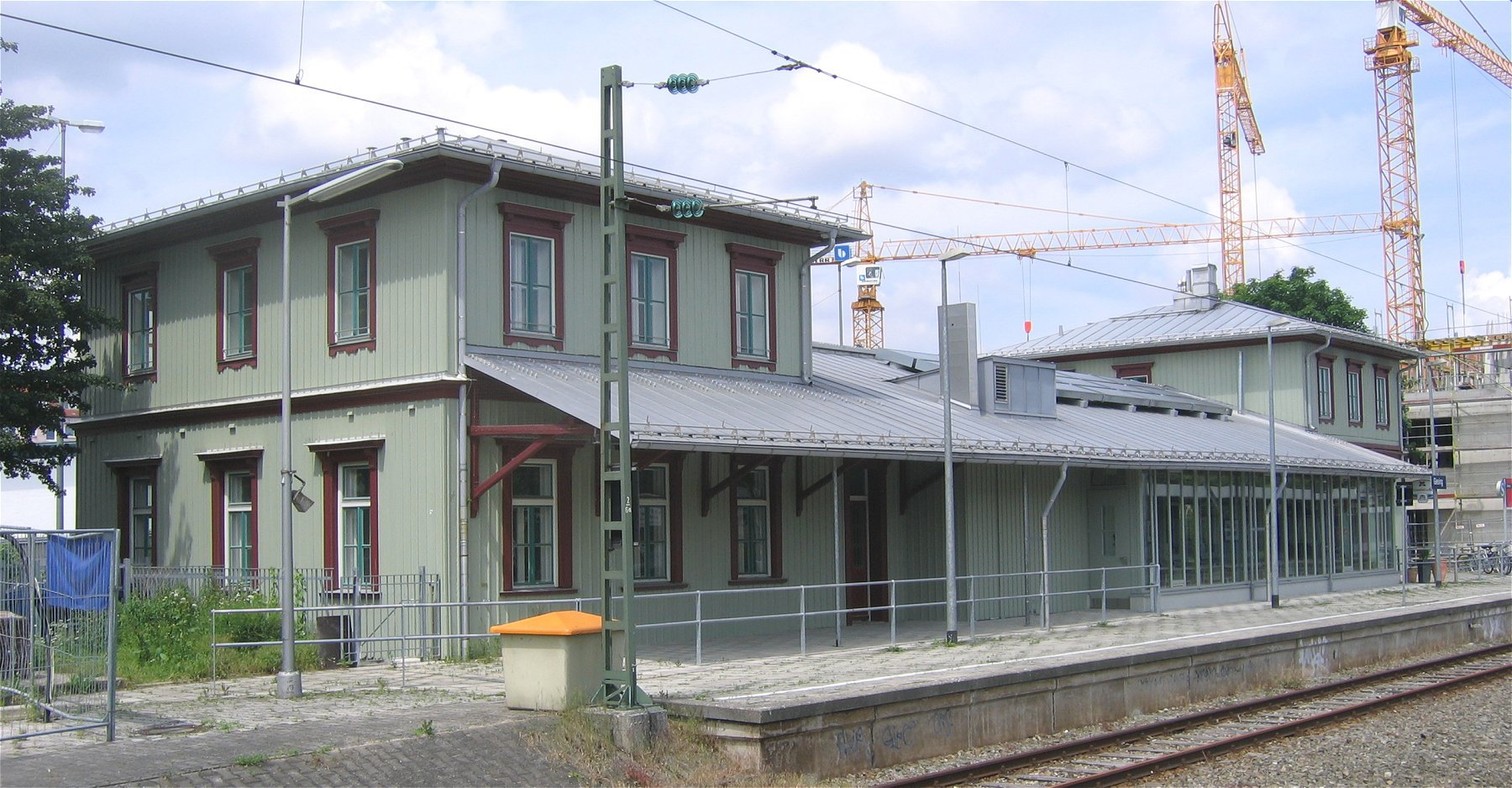
Ehemaliges Giesinger Bahnhofgebäude, in dem sich heute Gastro- und Kultureinrichtungen befinden

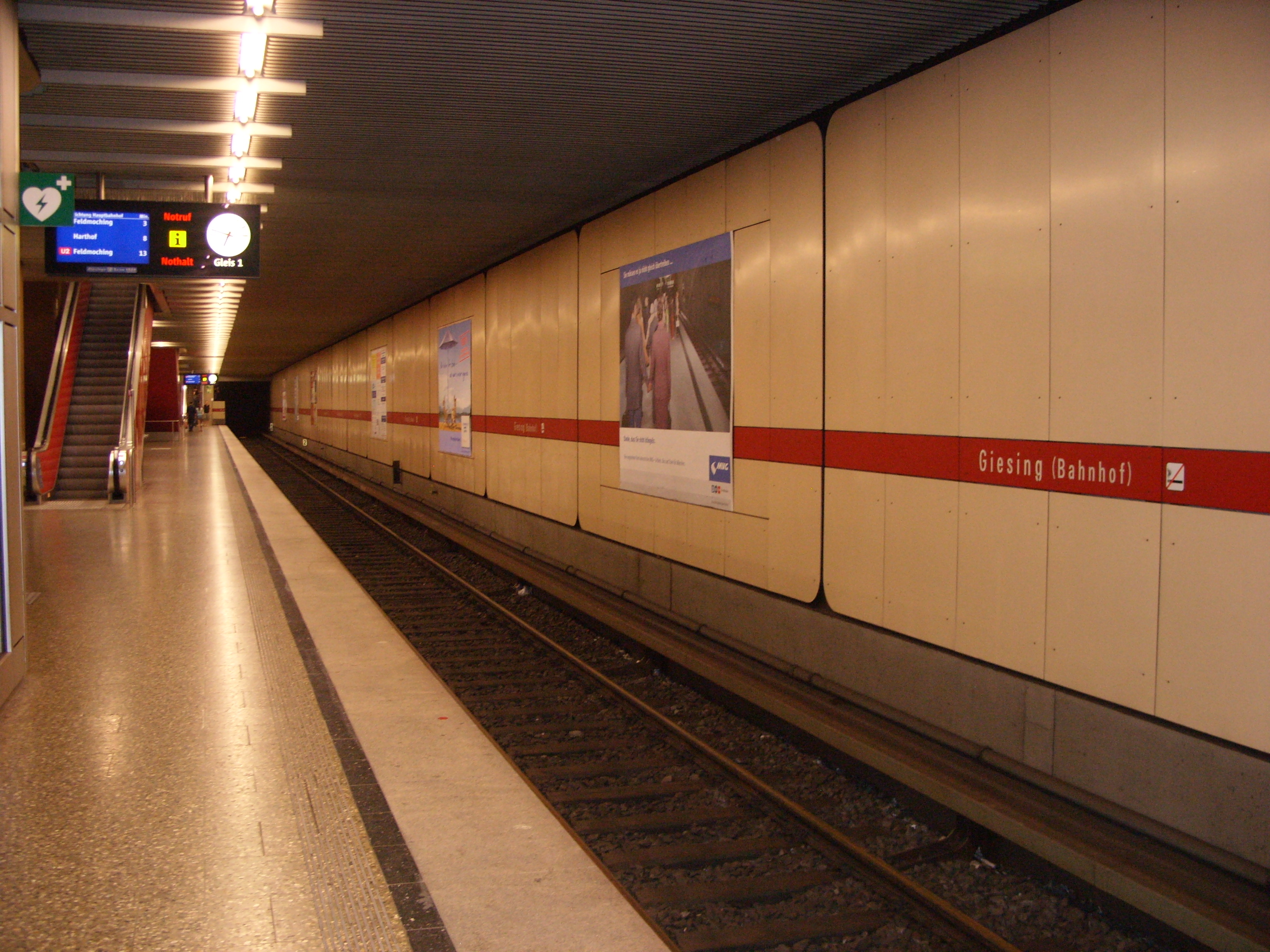
U-Bahnhof Giesing

Die den Stadtteil zum Teil im Osten begrenzende Bahnstrecke München Ost–Deisenhofen führt die S-Bahn-Linien S3 und S5 vom Ostbahnhof kommend über die Stationen St.-Martin-Straße und den Bahnhof München-Giesing stadtauswärts, mit der Besonderheit, dass dieser Streckenabschnitt auf Grund der Fahrtrichtungsänderung am Ostbahnhof im Linksverkehr, und nicht wie bei der Deutschen Bahn üblich im Rechtsverkehr, betrieben wird. Dieser wird nach dem Giesinger Bahnhof mit einer Überführung wieder zum Rechtsverkehr geführt. Kurz nach der Wiederherstellung des Rechtsverkehrs trennen sich die beiden Linien; die S5 fährt nun auf der hier abzweigenden Bahnstrecke München-Giesing–Kreuzstraße, die fortan die Bezirksgrenze bildet, die S3 bedient auf ihrem Weg nach Holzkirchen im Bezirk nach die Station Fasangarten.
Die U-Bahn-Linie U2 durchquert den Bezirk von Westen nach Osten und bedient dabei die Stationen Silberhornstraße und Untersbergstraße, ehe sie am Giesinger Bahnhof die S3 und S5 kreuzt. Ferner liegt die Station St.-Quirin-Platz der Linie U1 unmittelbar jenseits der südwestlichen Bezirksgrenze.
Die Straßenbahnlinie 18 führt von ihrer Endhaltestelle Schwanseestraße, welche sich unmittelbar am Friedhof Perlacher Forst und nahe der Justizvollzugsanstalt Stadelheim befindet, über den Bahnhof Giesing in die Innenstadt. Sie kreuzt am Ostfriedhof die Linie 25, die gemeinsam vom Rosenheimer Platz kommend die U2 an der Silberhornstraße treffen und weiter Richtung Grünwald führen.
Den zentralen Knotenpunkt für die Öffentlichen Verkehrsmittel stellt der Giesinger Bahnhof dar, an dem neben S-Bahn (S3/S5), U-Bahn (U2/U7/U8) und Straßenbahn (18) zwei Metrobus-Linien (54 und 59), zwei Stadtbuslinien (139, 153) sowie die Regionalbuslinie 220 nach Brunnthal verkehren. Zweiter wichtiger Verkehrsknotenpunkt ist der U-Bahnhof Silberhornstraße, hier trifft die U2/U7/U8 auf die Straßenbahnlinie 25, den CityRing 58/68 sowie die Expressbuslinie X30, die über wenige Zwischenhalte nach Sendling und Haidhausen führt. Der äußerste Süden des Bezirks ist über die Linie 145 (Ostbahnhof–Fasangarten), sowie den Regionalbus 220 erschlossen.
Außerdem fährt an den Öffnungstagen vom Giesinger Bahnhof die Linie 07 mit einem Oldtimer-Bus zum MVG Museum in der Ständlerstraße 20 sowie die Tramlinie E7 zwischen Max-Weber-Platz und dem MVG Museum.
Die A 995, welche Giesing im Westen vom Perlacher Forst trennt, mündet in die Tegernseer Landstraße, welche im McGraw-Graben verläuft und auf den Mittleren Ring trifft. Sie verbindet das südwestliche Ende des Stadtteils mit der A 8 und ist gleichzeitig das – derzeit südliche – Endstück des noch nicht fertiggestellten Autobahnrings München.

## Abbildungen

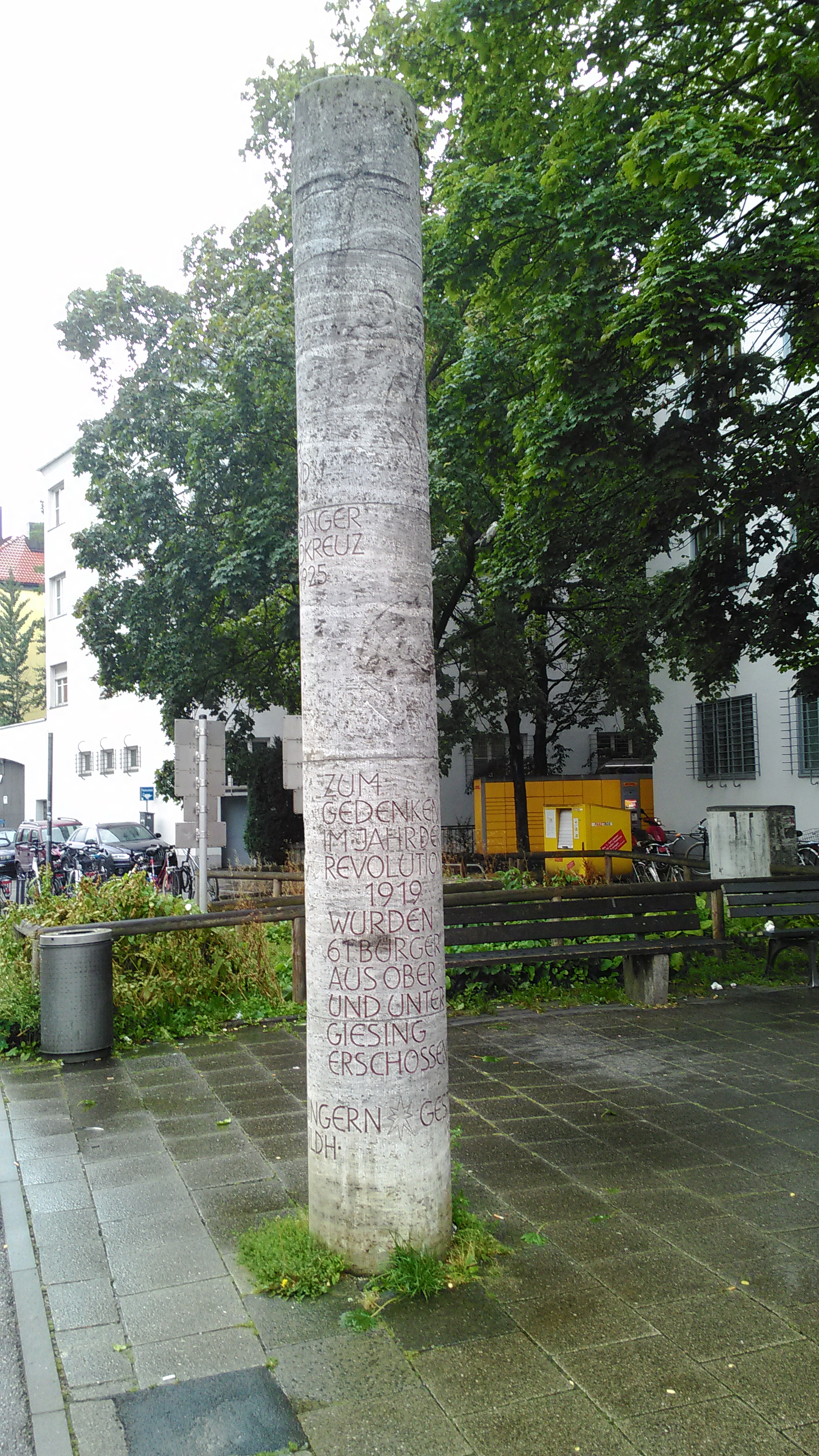
Giesinger Geschichtssäule zu 1200 Jahre Giesing 790–1990
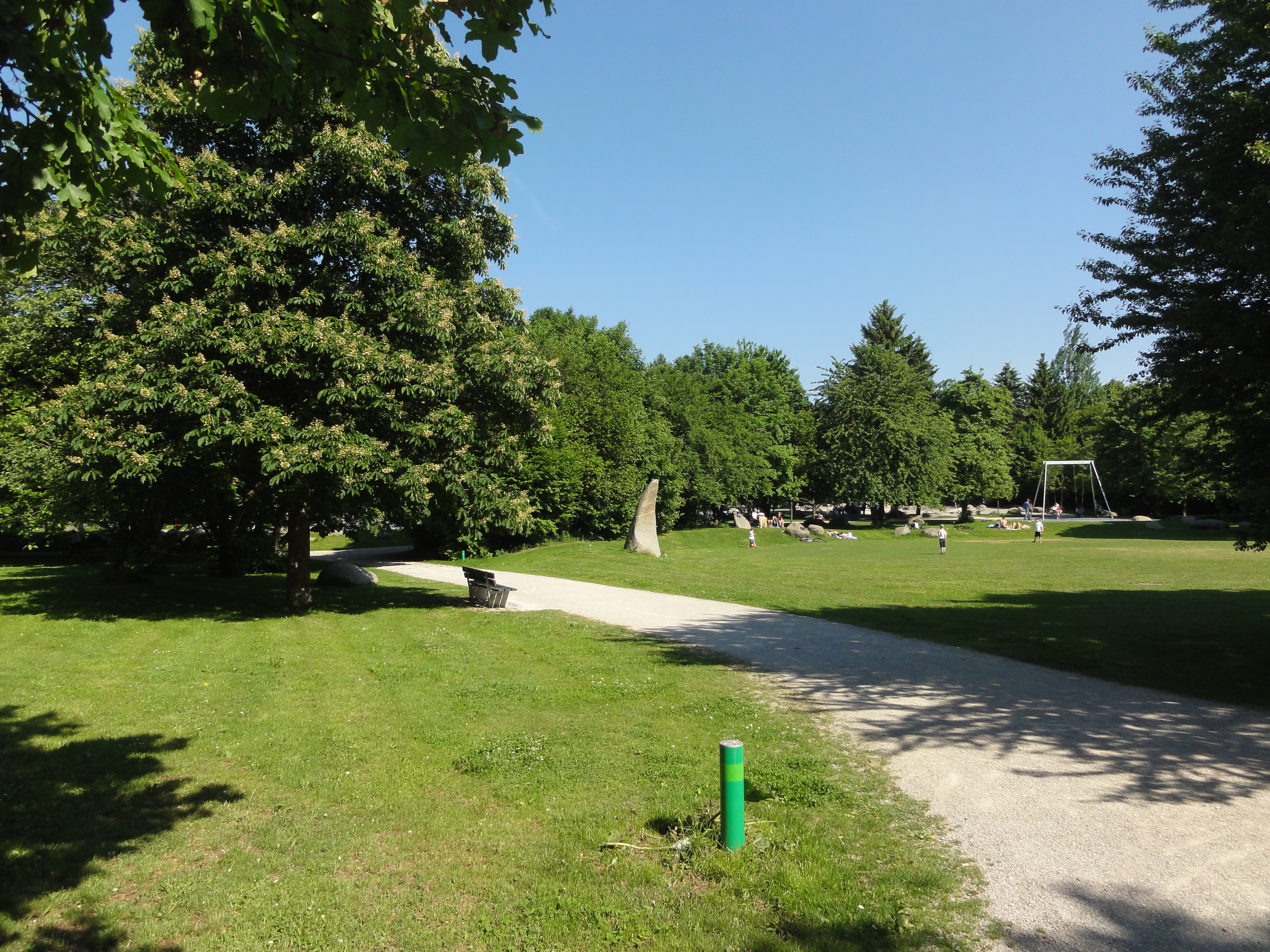
Weißenseepark
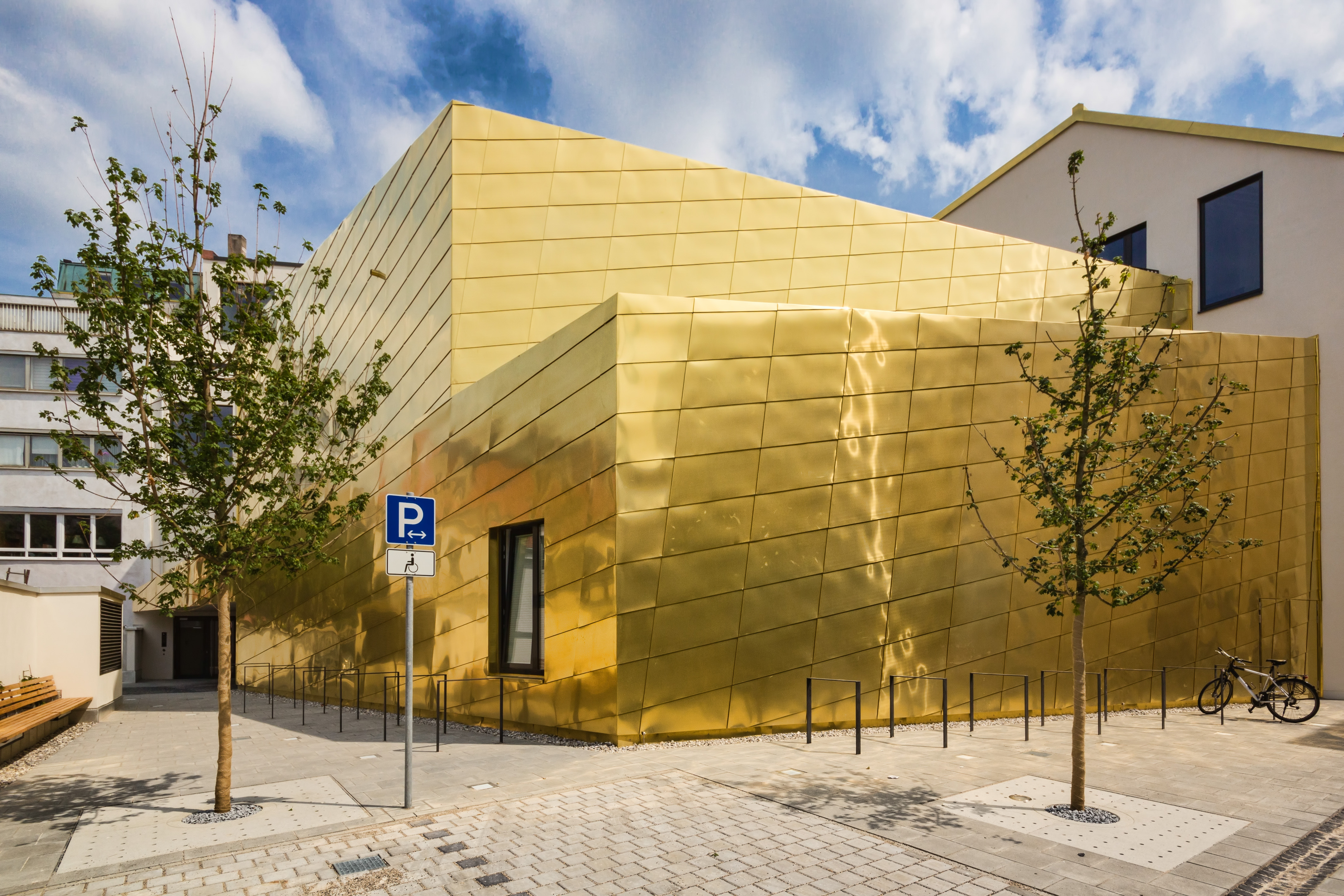
Goldfarbene Rückseite des Gewerbegebäudes an der Tegernseer Landstraße 64